# Mauno Rintanen
Mauno Olavi Rintanen (* 28. November 1925 in Vaasa; † 13. Juli 2000) war ein  finnischer Fußballspieler auf der Position des Torwartes.
Rintanen spielte nach dem Kriegsende bis 1952 für den Vaasan PS. Mit diesem Verein gewann er 1945 und 1948 die finnische Fußballmeisterschaft. 1952 bis 1955 hütete er das Tor von HJK Helsinki, ehe er nach England wechselte. In vier Drittligaspielen lief er dort für Hull City auf. Damit war er der erste Finne im englischen Profifußball.
Für die finnische Fußballnationalmannschaft spielte Rintanen sieben Mal zwischen 1946 und 1954. 1953 und 1954 war er bei insgesamt drei Spielen Kapitän der Nationalmannschaft.
1953 wurde er sowohl vom finnischen Fußballverband als auch von Sportjournalisten zum Fußballer des Jahres ausgezeichnet.

## Erfolge und Auszeichnungen
- Fußballer des Jahres in Finnland: 1953
- Finnischer Meister: 1945 und 1948